# Toivo Edvard Olin
Toivo Edvard Olin, T.E. Olin, född 27 juni 1885 i Kides, död 7 juni 1970 i Åbo, var en finländsk läkare.
Olin blev student 1903, medicine kandidat 1907, medicine licentiat 1912 samt medicine och kirurgie doktor 1932. Han var verksam vid Gumtäkts extra veneriska sjukhus i Helsingfors 1925–1944 och var överläkare där från 1937. Han var professor i dermatovenereologi vid Åbo universitet 1944–1955, universitetets prorektor 1945–1948, rektor 1948–1954 och kansler 1955–1965. Under denna tid expanderade universitetet kraftigt och studenternas antal mer än tiofaldigades. Han utgav memoarverket Muistelmia (1970).